# CMR-konventionen
CMR-konventionen är en internationell konvention som reglerar internationell transport av gods längs landsväg. Det officiella svenskspråkiga namnet är "Konvention om fraktavtal vid internationell godsbefordran på väg". Förkortningen CMR kommer av konventionens franska titel: Convention relative au contrat de transport international de marchandise par route. Konventionens engelska titel är "Convention on the Contract for the International Carriage of Goods by Road". Både den franska och den engelska texten är likvärdiga versioner av konventionen, något som måste tas i beaktande då konventionen tolkas (vissa diskrepanser versionerna emellan existerar). Konventionen underkastar transportören ett tvingande ansvar för det gods han transporterar, men även avsändaren underkastas vissa tvingande plikter. Konventionen antogs i Genève av Förenta nationerna den 19 maj 1956. Konventionen gäller i alla nordiska länder och så gott som alla europeiska länder, inklusive Ryssland. Konventionen har därmed en mycket stor betydelse för utformningen av ansvaret för godsskador vid landsvägstransporter.